# Bart Kamphuis
Bart Kamphuis (Groningen, 30 januari 1964) is een Nederlandse journalist.
Na zijn opleiding aan de Academie voor de Journalistiek in Tilburg belandde Bart Kamphuis bij een lokaal persbureau dat berichtjes uit Tilburg en omgeving leverde aan onder meer het ANP en Trouw.
Hierna stapte hij over naar de voorlichting en de PR in de gezondheidszorg. In Suriname, waar hij zes jaar verbleef, pakte Bart Kamphuis de journalistiek weer op en kwam hij terecht bij het Radio 1 Journaal.
Sinds 2001 werkt Bart Kamphuis voor de redactie economie van NOS Nieuws.